# Landkommissariat Landau

Das Landkommissariat Landau in der Pfalz 1818–1862

Das Landkommissariat Landau (amtlich: Land-Commissariat Landau) war einer von zwölf Verwaltungsbezirken im bayerischen Rheinkreis (1837 in „Kreis Pfalz“ umbenannt), der ab 1818 bestand und 1862 in Bezirksamt Landau umbenannt wurde. Das Verwaltungsgebiet lag hauptsächlich im heutigen rheinland-pfälzischen Landkreis Südliche Weinstraße sowie auf dem Gebiet der kreisfreien Stadt Landau in der Pfalz, der Verwaltungssitz war in Landau.

## Kantone und Gemeinden
Das Landkommissariat Landau gliederte sich in die Kantone Edenkoben und Landau und umfasste 49 Gemeinden (alle Orte in der amtlichen Schreibweise von 1817):

### Kanton Edenkoben
| - Altdorf - Böbingen - Böchingen - Burweiler - Diedesfeld - Edenkoben - Edesheim - Flemlingen | - Freimersheim - Gleisweiler - Gommersheim - Groß-Fischlingen - Hainfeld - Kirrweiler - Klein-Fischlingen - Knöringen | - Maikammer und Alsterweiler - Rhodt - Roßbach - St. Martin - Venningen - Weyher |

### Kanton Landau
| - Arzheim - Birkweiler - Bornheim - Dammheim - Eschbach - Essingen - Frankweiler - Godramstein - Göcklingen | - Herxheim - Herxheimweiher - Ilbesheim - Impflingen - Insheim - Landau - Leinsweiler - Mörlheim - Mörzheim | - Nieder-Hochstadt - Nußdorf - Ober-Hochstadt - Offenbach - Queichheim - Ranschbach - Siebeldingen - Walsheim - Wollmesheim |

## Geschichte

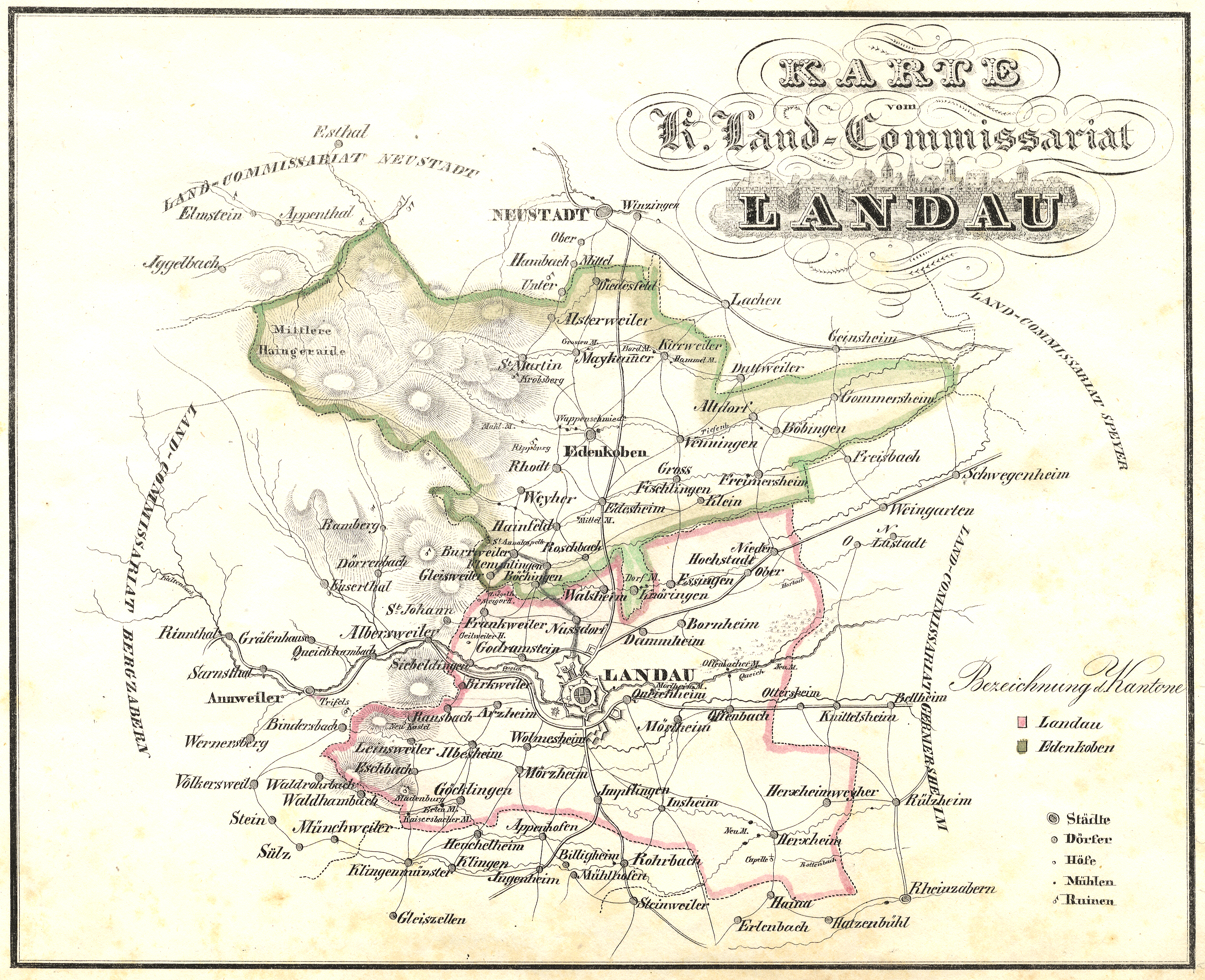
Landkommissariat Landau 1875

Der bayerische König Maximilian Joseph I. hatte am 30. April 1816 das Gebiet des später eingerichteten Rheinkreises aufgrund eines Tauschvertrages mit dem österreichischen Kaiser Franz I. förmlich in Besitz genommen.
Aus der sogenannten Franzosenzeit hatte Bayern in der Pfalz zunächst die seit 1798 entstandene Verwaltungsstruktur im Wesentlichen übernommen. Der neu entstandene Rheinkreis war in vier „Kreisdirektionen“, später auch „Bezirksdirektionen“ genannt, eingeteilt. Die nachgeordneten Verwaltungsebenen Kantone und Bürgermeistereien, abgesehen von geringfügigen Gebietsanpassungen, blieben bestehen.
Das Gebiet des Landkommissariats Landau gehörte bis 1814 zum Departement Donnersberg (Kanton Edenkoben) bzw. bis 1815 zum Departement Niederrhein (Kanton Landau). Nach der Inbesitznahme durch Bayern und der Einrichtung der Kreisdirektionen gehörte das Gebiet zur Kreisdirektion Landau.
Mit Wirkung vom 1. April 1818 wurden die Distrikte der bisherigen vier „Bezirks-Directionen“ des Rheinkreises in zwölf „Land-Commissariate“ neu aufgeteilt. Der Aufgabenbereich und die Zuständigkeiten änderten sich nicht. Zum „Land-Commissär“ wurde Wilhelm Petersen bestimmt, der bis dahin „Bezirks-Director“ zu Landau war. Dem Landkommissar standen ein Aktuar, zwei Schreiber und ein Bote zur Verfügung, für Gehälter und Bürokosten waren 3900 Gulden pro Jahr veranschlagt.
Zum 1. Juli 1862 erhielten die Landkommissariate in der Pfalz die Benennung „Bezirksämter“, aus denen 1938 die Landkreise entstanden.